# Nekrolog 1404
Nekrolog
◄◄
| ◄
| 1400
| 1401
| 1402
| 1403
| 1404 | 1405 | 1406 | 1407 | 1408 | ► | ►►
Weitere Ereignisse | Allgemeiner Nekrolog 1404
Die Beschreibung der verstorbenen Person sollte so kurz wie möglich gehalten sein und nur deren signifikante Tätigkeit(en) enthalten.
Neue Namen ggf. auch unter dem Geburts- und Sterbedatum, also etwa unter 1. Januar und im Geburts- und Sterbejahr (2024) eintragen (nur bei entsprechender großer Wichtigkeit). Für Beispiele siehe die schon vorhandenen Artikel.
Außerdem über die fünf zuletzt Verstorbenen, zu denen es einen ausreichend guten Artikel für eine Präsentation auf der Hauptseite gibt, nach der todesbedingten Überarbeitung der Artikel ggf. auch unter Wikipedia Diskussion:Hauptseite informieren und sie am besten auch in den anderen Wikipedia-Sprachversionen eintragen. Tipp: Regelmäßig bei news.google.de nach „ist tot“, „gestorben“ oder „verstorben“ suchen.
Wenn eine Person gestorben ist, gibt es viele Seiten zu dieser Person in der Wikipedia, die davon auch betroffen sind und entsprechend aktualisiert werden müssen. Beispiele: Namenübersichtsseite, Geburtsjahr, Geburtsort-Seiten und viele mehr.
Wie finde ich die betroffenen Seiten?
Im Suchfeld auf der linken Seite gibt man den Suchbegriff so ein: „Vorname Nachname“. Dann klickt man auf Volltext und alle Seiten mit entsprechendem Suchtext werden aufgerufen. Hier sieht man dann schnell, wo auch das Todesjahr Sinn macht oder sogar ein Teil des Artikels angepasst werden muss. Auch hilft das „Werkzeug“ auf der linken Seite sehr gut, um solche Seiten aufzufinden: „Links auf diese Seite“. Somit ist die Wikipedia wieder aktuell in allen Bereichen! Hinweis: bei Eintragung der Kategorie „Gestorben JAHR“ wird der Missbrauchsfilter 49 ausgelöst, was jedoch nicht schlimm ist. Siehe: Spezial:Missbrauchsfilter/49
Dies ist eine Liste von im Jahr 1404 verstorbenen bekannten Persönlichkeiten. Die Einträge erfolgen innerhalb der einzelnen Daten alphabetisch sortiert. Tiere sind im Nekrolog für Tiere zu finden.

## Februar
| Tag         | Name              | Beruf, bekannt als | Alter | Beleg |
| ----------- | ----------------- | ------------------ | ----- | ----- |
| 24. Februar | Peter I. (Ebrach) | Abt von Ebrach     |       |       |

## März
| Tag     | Name                   | Beruf, bekannt als               | Alter | Beleg |
| ------- | ---------------------- | -------------------------------- | ----- | ----- |
| 9. März | Burkhard von Ellerbach | Bischof von Augsburg (1373–1404) |       |       |

## April
| Tag       | Name        | Beruf, bekannt als | Alter | Beleg |
| --------- | ----------- | ------------------ | ----- | ----- |
| 27. April | Philipp II. | Herzog von Burgund | 62    |       |

## Mai
| Tag                | Name                | Beruf, bekannt als                                       | Alter | Beleg |
| ------------------ | ------------------- | -------------------------------------------------------- | ----- | ----- |
| 4. Mai oder 5. Mai | Jeanne d’Aigremont  | Äbtissin von Remiremont                                  |       |       |
| 9. Mai             | Giovanni Piacentini | italienischer katholischer Erzbischof und Pseudokardinal |       |       |

## August
| Tag        | Name               | Beruf, bekannt als           | Alter | Beleg |
| ---------- | ------------------ | ---------------------------- | ----- | ----- |
| 4. August  | Gerhard VI.        | Graf von Holstein-Rendsburg  |       |       |
| 24. August | Maddalena Visconti | Herzogin von Bayern-Landshut |       |       |

## September
| Tag           | Name                | Beruf, bekannt als                              | Alter | Beleg |
| ------------- | ------------------- | ----------------------------------------------- | ----- | ----- |
| 20. September | Peter II.           | Graf von Alençon und le Perche                  |       |       |
| 27. September | William von Wykeham | englischer Politiker und Bischof von Winchester |       |       |
| 28. September | Johann II.          | Graf von Auvergne und Boulogne                  |       |       |

## Oktober
| Tag         | Name              | Beruf, bekannt als                              | Alter | Beleg |
| ----------- | ----------------- | ----------------------------------------------- | ----- | ----- |
| 1. Oktober  | Bonifatius IX.    | Papst (1389–1404)                               |       |       |
| 24. Oktober | Anna von Bussnang | Fürstäbtissin des Fraumünsterklosters in Zürich |       |       |

## November
| Tag          | Name                      | Beruf, bekannt als                   | Alter | Beleg |
| ------------ | ------------------------- | ------------------------------------ | ----- | ----- |
| 12. November | Marie von Châtillon-Blois | Herzogin von Anjou, Herrin von Guise |       |       |

## Dezember
| Tag          | Name              | Beruf, bekannt als                                                                           | Alter | Beleg |
| ------------ | ----------------- | -------------------------------------------------------------------------------------------- | ----- | ----- |
| 4. Dezember  | Cristoforo Maroni | italienischer Geistlicher, Bischof und Kardinal der Römischen Kirche                         |       |       |
| 16. Dezember | Albrecht I.       | Herzog von Bayern-Straubing, Graf von Holland, Seeland und Hennegau sowie Herr von Friesland | 68    |       |

## Datum unbekannt
| Tag | Name                  | Beruf, bekannt als                                 | Alter | Beleg |
| --- | --------------------- | -------------------------------------------------- | ----- | ----- |
|     | Albrecht IV.          | Herzog von Österreich                              | 26    |       |
|     | Eleonora di Arborea   | sardische Regentin und Volksheldin                 |       |       |
|     | Bogislaw VII.         | Herzog von Pommern-Stettin                         |       |       |
|     | Angelo Cibo           | Kardinal der römisch-katholischen Kirche           |       |       |
|     | Leonardo Cibo         | Kardinal der katholischen Kirche                   |       |       |
|     | Hermann Darsow        | Lübecker Kaufmann und Ratsherr                     |       |       |
|     | Guglielmo della Scala | italienischer Adliger aus der Familie der Scaliger |       |       |
|     | Eustache Deschamps    | französischer Lyriker                              |       |       |
|     | Raymond du Temple     | französischer Baumeister                           |       |       |
|     | Otto I.               | Sohn von Adolf VII. von Holstein-Pinneberg         |       |       |
|     | Wenzel Parler         | Dombaumeister und Bildhauer                        |       |       |